# История провинции Ганьсу
Земли, на которых располагается современная китайская провинция Ганьсу, имеют древнюю и богатую историю.

## Доисторические времена
По данным палеопротеомики, к денисовскому человеку был близок живший 160 тыс. лет назад обитатель карстовой пещеры Байшия (Baishiya Karst Cave), находящейся в уезде Сяхэ.
В эпоху неолита здесь формируется культура Мацзяяо.
В эпоху бронзы (II тыс. до н. э.) на территории Ганьсу жили племена, артефакты которых сходны с образцами карасукской и андроновской культур. Их потомки были известны китайским летописцам как ди. Эти ди дожили до Средневековья и участвовали в создании Поздней Лян.
Древним населением Ганьсу также считаются (возможно, родственные ди) европеоидные кочевники усуни, а также юэчжи (известные на Западе как тохары), которых еще во II веке до н. э. изгнали в Среднюю Азию гунны.

## Эпоха первых централизованных империй

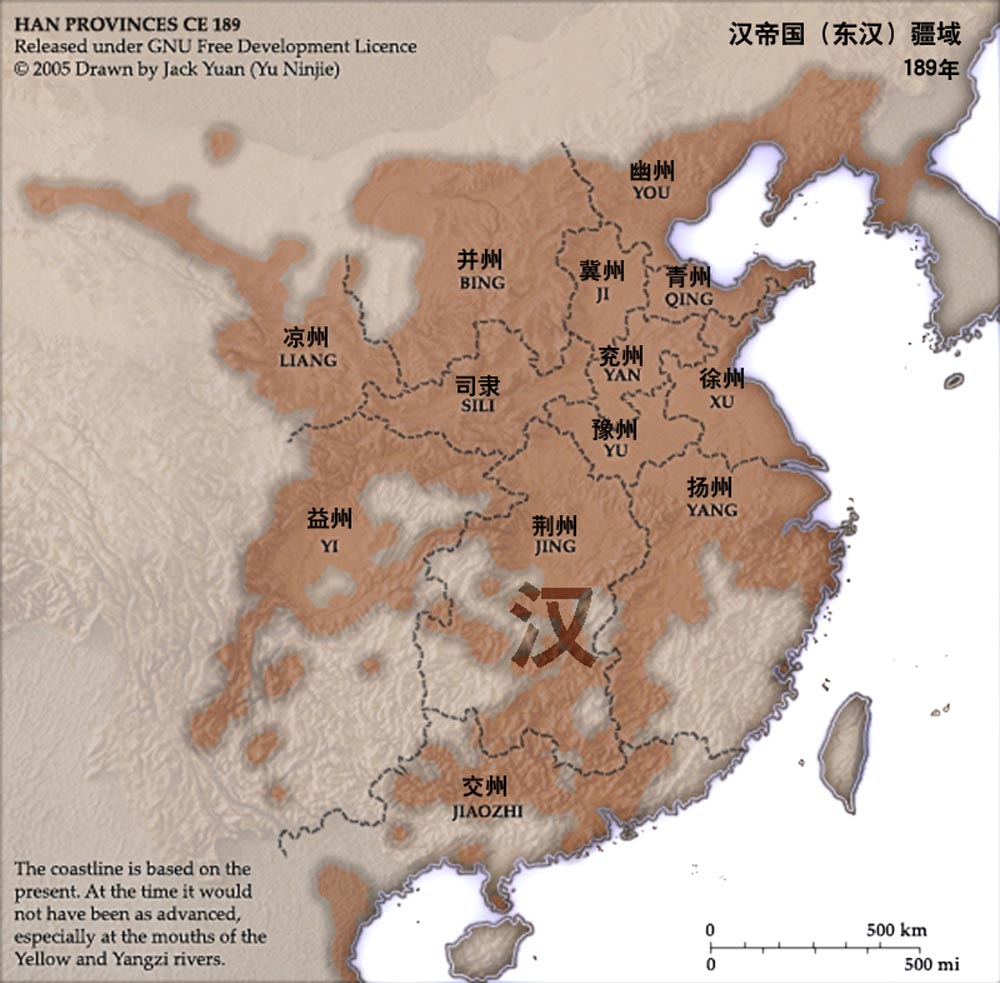
Административное деление империи Хань

В период Вёсен и Осеней западную часть современной Гансу населяли «западные жуны», а восточная часть входила в состав царства Цинь. Уже в 688 году до н. э. царство Цинь на отвоёванных у кочевых народов землях (на территории современного городского округа Тяньшуй) создало одни из первых уездов в истории Китая — Гуйсянь (邽县) и Цзисянь (冀县). В 280 году до н. э. были образованы округа Лунси (陇西郡) и Бэйди (北地郡).
Во времена империи Хань эти земли оказались в составе провинции Лянчжоу. После того, как Чжан Цянь во II веке до н. э. посетил Среднюю Азию, а Хо Цюйбин разгромил жившие здесь племена и вынудил их покориться империи Хань, эти земли стали начальной точкой Великого шёлкового пути. Упорядочивая завоевания Хо Цюйбина, император У-ди перераспределил земли в провинции Лянчжоу: к западу от Хуанхэ было образовано четыре округа, а к востоку — пять.
Во II веке н. э. произошло восстание в Лянчжоу, ставшее одним из тех событий, что привели к распаду империи Хань.

## Троецарствие, империя Цзинь, эпоха «варварских государств», эпоха Южных и Северных династий
После распада империи Хань территорию Лянчжоу контролировали Хань Суй и Ма Тэн. Цао Цао вынудил их в 197 году покориться ему, и эти земли вошли в созданное его потомками царство Вэй, которое в итоге во второй половине III века вновь объединило страну, образовав империю Цзинь.
В начале IV века Цзинь была атакована племенами сюнну, которые смогли взять столицу страны и овладели центральными землями империи. Чжан Гуй — цзиньский губернатор Лянчжоу — имел титул «Сипинский удельный гун» (西平郡公). Его потомки продолжали носить этот титул, а так как слабевшая империя Цзинь потеряла практически все земли к северу от Хуанхэ, и провинция Лянчжоу осталась предоставленной самой себе, то Чжан Мао с 320 года стал вести себя как фактически независимый правитель. В 323 году ему пришлось признать сюзеренитет государства Ранняя Чжао, и получить от него титул Лянского князя (凉王). Так появилось государство Ранняя Лян, столицей которого был город Гуцзан. В 376 году Ранняя Лян была завоёвана государством Ранняя Цинь.
В 382 году в ответ на просьбу правителей государств Шаньшань и Чэши циньский император направил Люй Гуана во главе армии из 100.000 пехотинцев и 5.000 всадников в Западный край, чтобы образовать там губернаторство как во времена империи Хань. Армия вышла из циньской столицы города Чанъань весной 383 года, и в 384 году Западный край уже был готов полностью официально признать власть Ранней Цинь, но в это время сама Ранняя Цинь начала разваливаться после поражения в битве при реке Фэй от армии империи Цзинь. Люй Гуан тем временем находился в покорённом им государстве Куча, где повстречался с Кумарадживой. Узнав о происходящем в империи, он было решил остаться в Куче, но Кумараджива отговорил его, сказав, что Куча — несчастливое место, и что он сможет найти себе пристанище восточнее. Послушавшись его, Люй Гуан в 385 году двинулся на восток, взяв с собой всю добычу, полученную им в Западном крае. Лян Си — циньский губернатор провинции Лянчжоу — отказался пускать Люй Гуана на подвластную ему территорию, но Люй Гуан всё-таки вступил в Лянчжоу со своими войсками, быстро взял столицу Гуцзан, после чего занялся покорением местных мелких властителей. В 386 году, узнав о смерти циньского императора Фу Цзяня, Люй Гуан сменил название эры правления — этот момент считают основанием государства Поздняя Лян.

Китайские земли в 350—398 годах
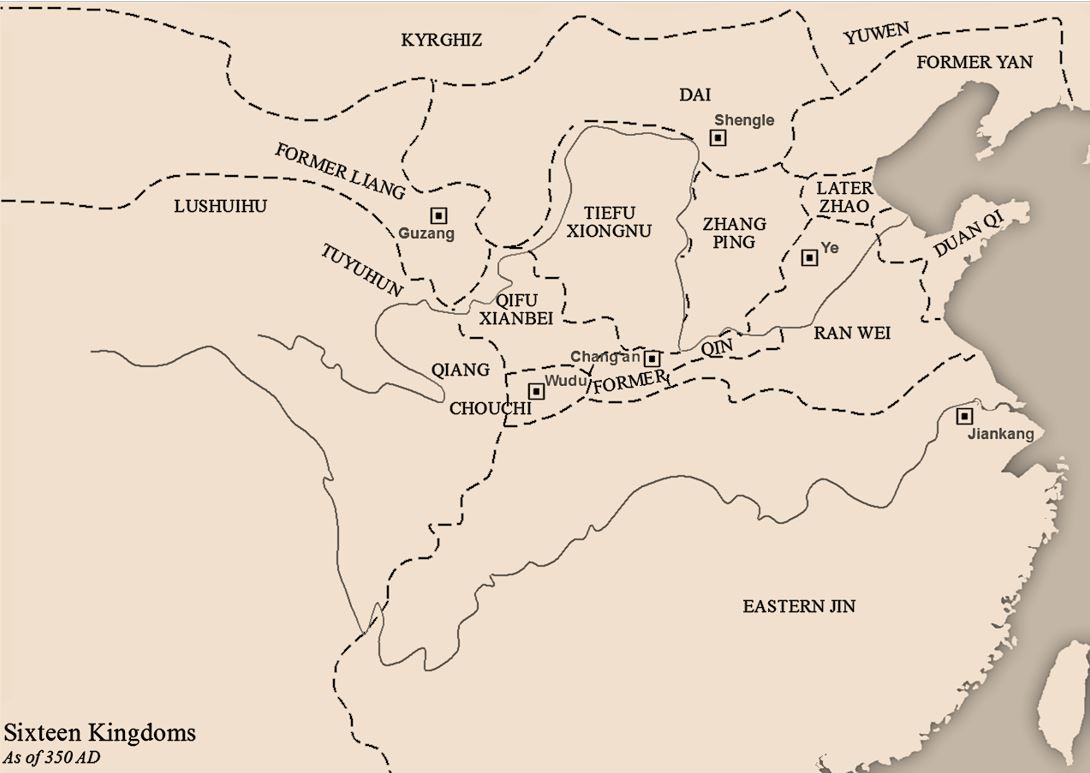
Китайские земли в 350 году
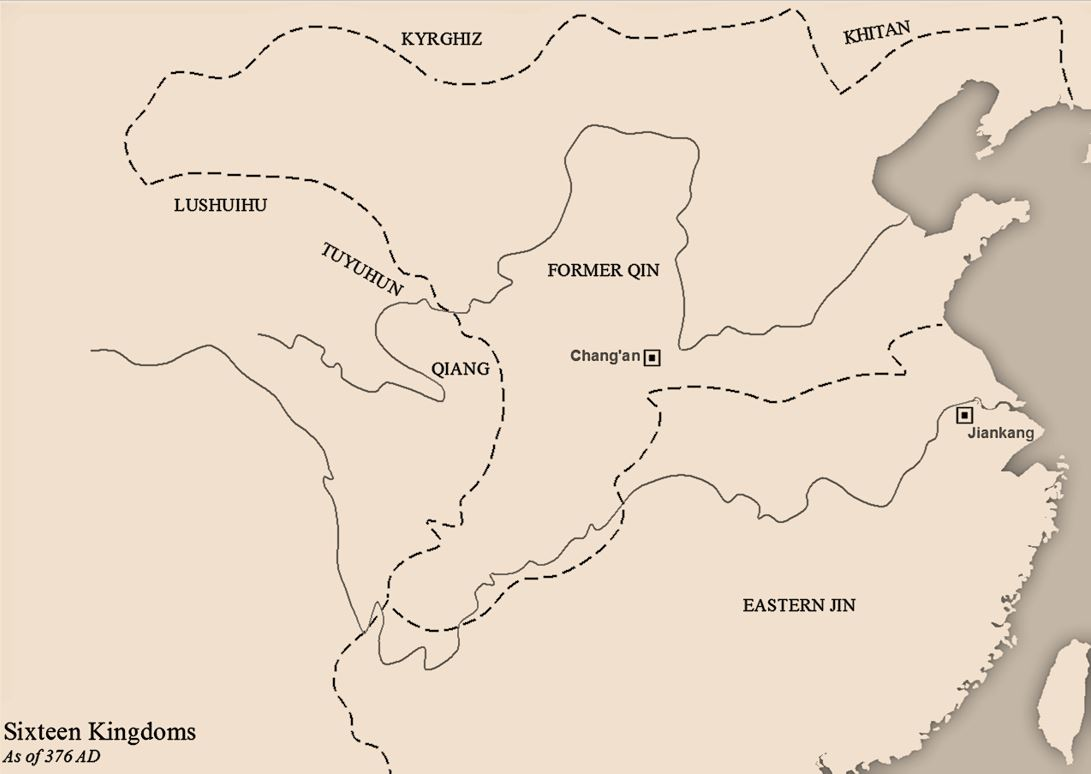
Китайские земли в 376 году
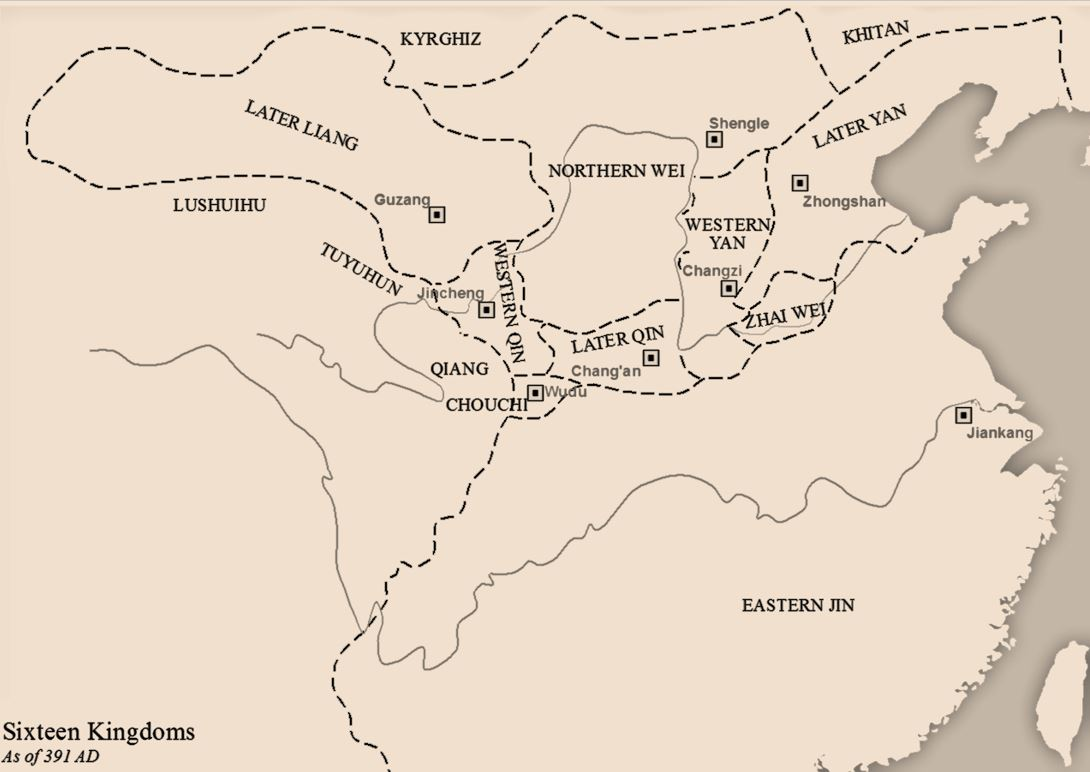
Китайские земли в 391 году
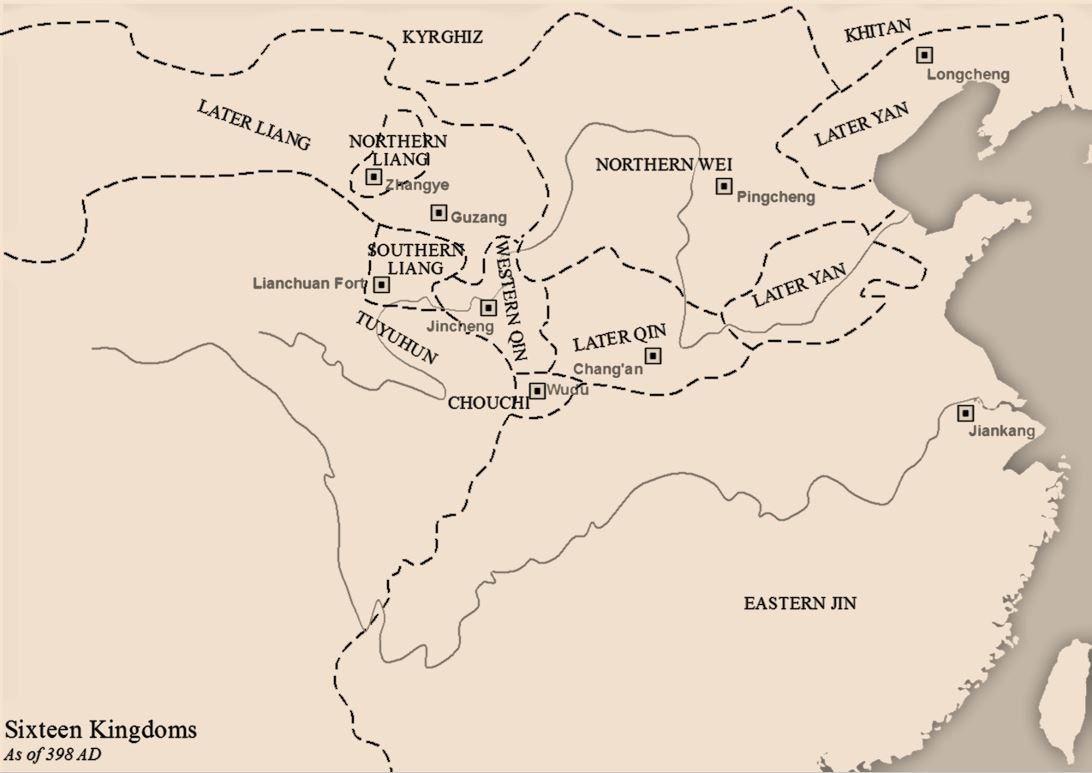
Китайские земли в 398 году

Тем временем на обломках Ранней Цинь возникла Западная Цинь, столицей которой стал Сичэн. Поздняя Лян стала воевать с Западной Цинь, но в это время от неё самой в 397 году откололись Южная Лян (на территории современной провинции Цинхай) и Северная Лян (на территории современного городского округа Чжанъе). В 400 году Ли Гао провозгласил в Дуньхуане независимое государство Западная Лян.
Под ударами со стороны Южной Лян и Северной Лян территория Поздней Лян к 403 году сократилась, фактически, до столичного города, и Люй Лун (последний правитель Поздней Лян) предпочёл покориться государству Поздняя Цинь, незадолго до этого разгромившему Западную Цинь. Южная Лян, Западная Лян и Северная Лян признали себя вассалами Поздней Цинь. Под влиянием Кумарадживы позднециньский император Яо Син стал буддистом, и буддизм широко распространился среди его подданных. Влияние буддийских идей привело к тому, что империя прекратила своё расширение, дабы избежать гибели людей. Однако после того, как в 416 году Яо Син скончался, созданная им империя развалилась.

Китайские земли в 402—436 годах
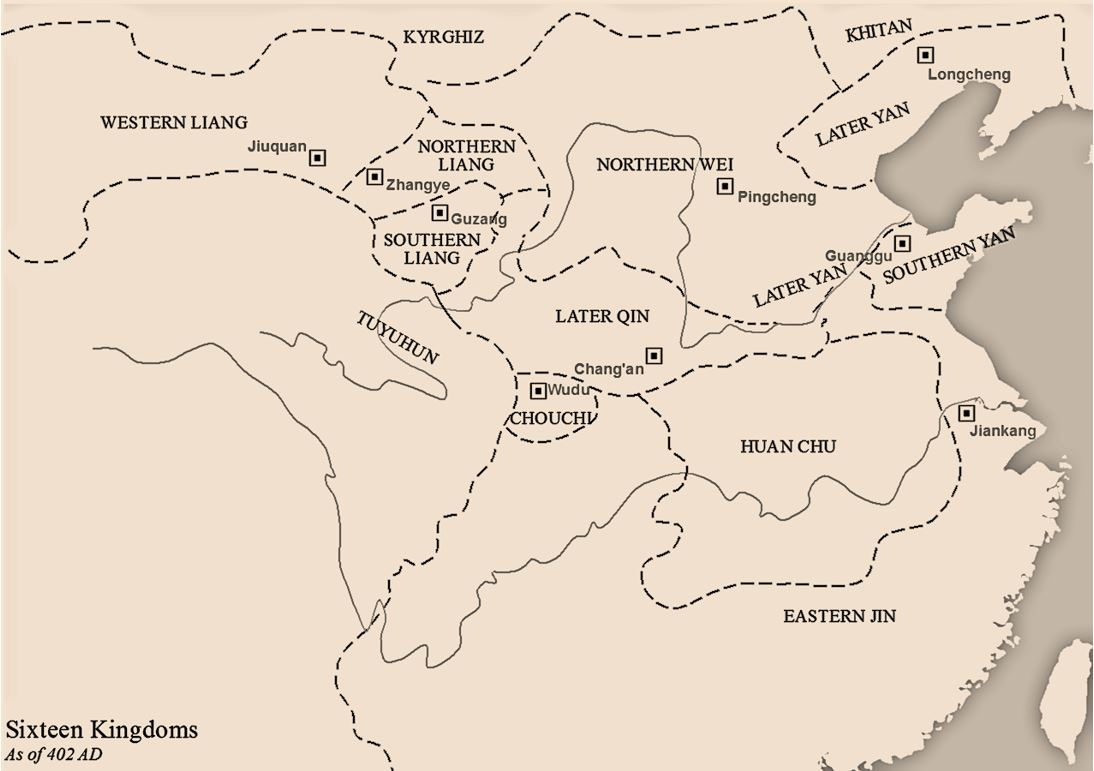
Китайские земли в 402 году
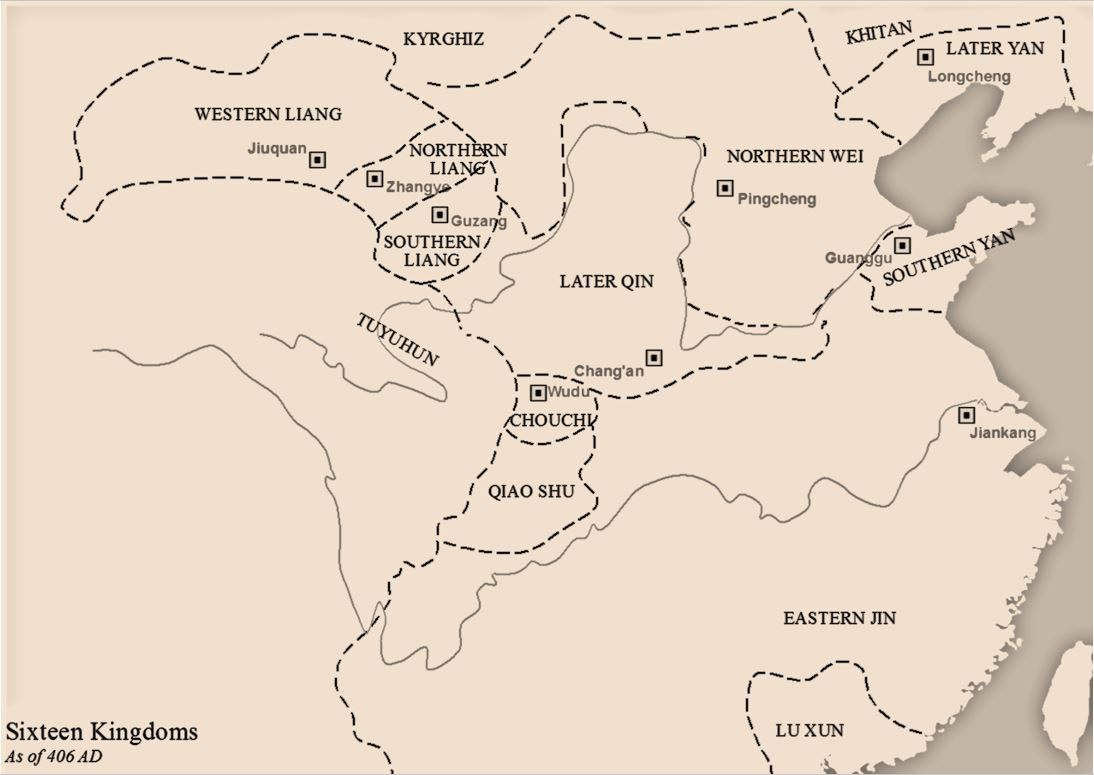
Китайские земли в 406 году
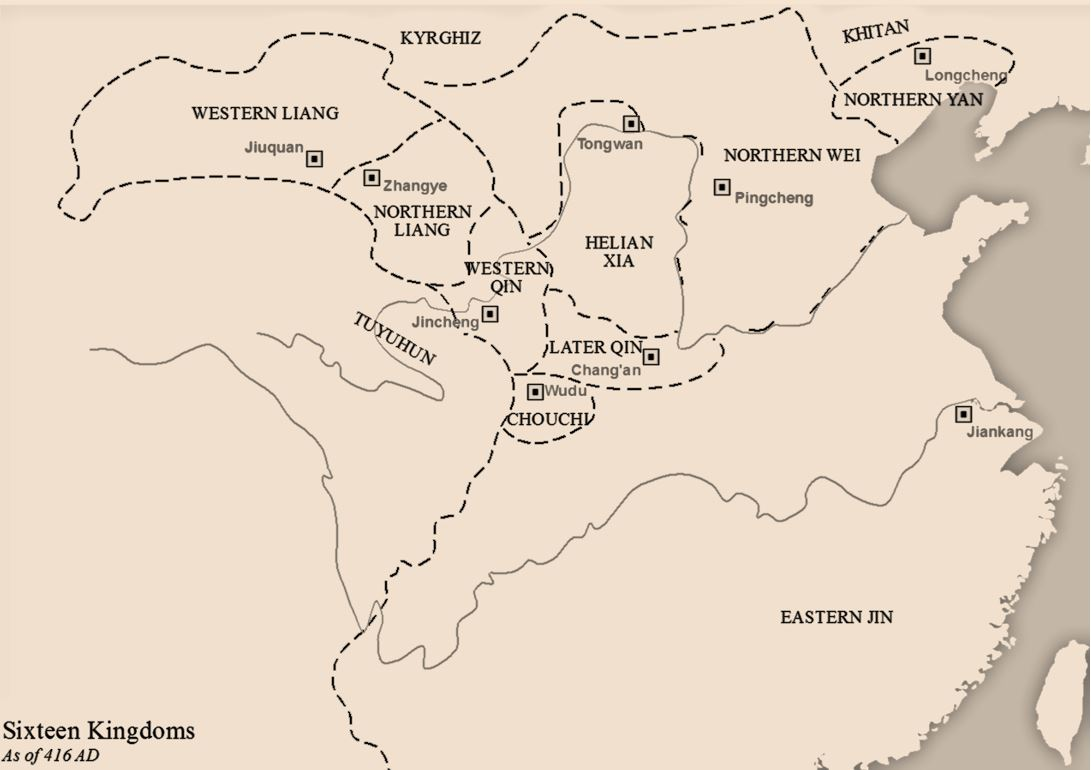
Китайские земли в 416 году
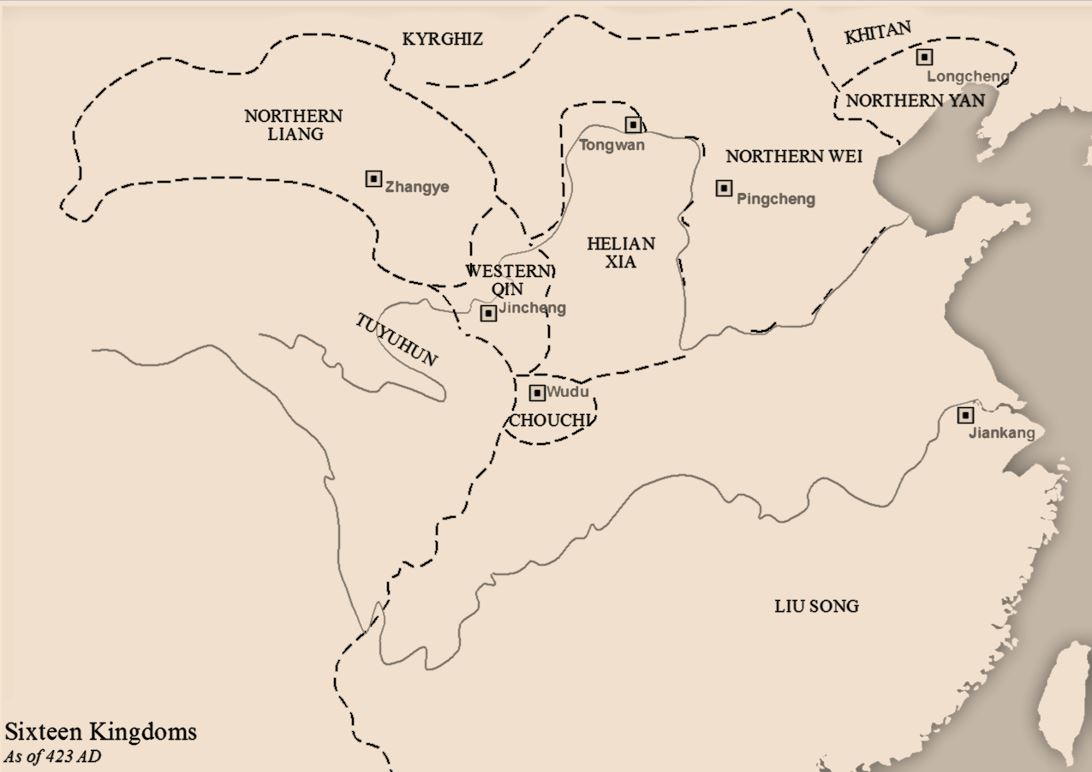
Китайские земли в 423 году
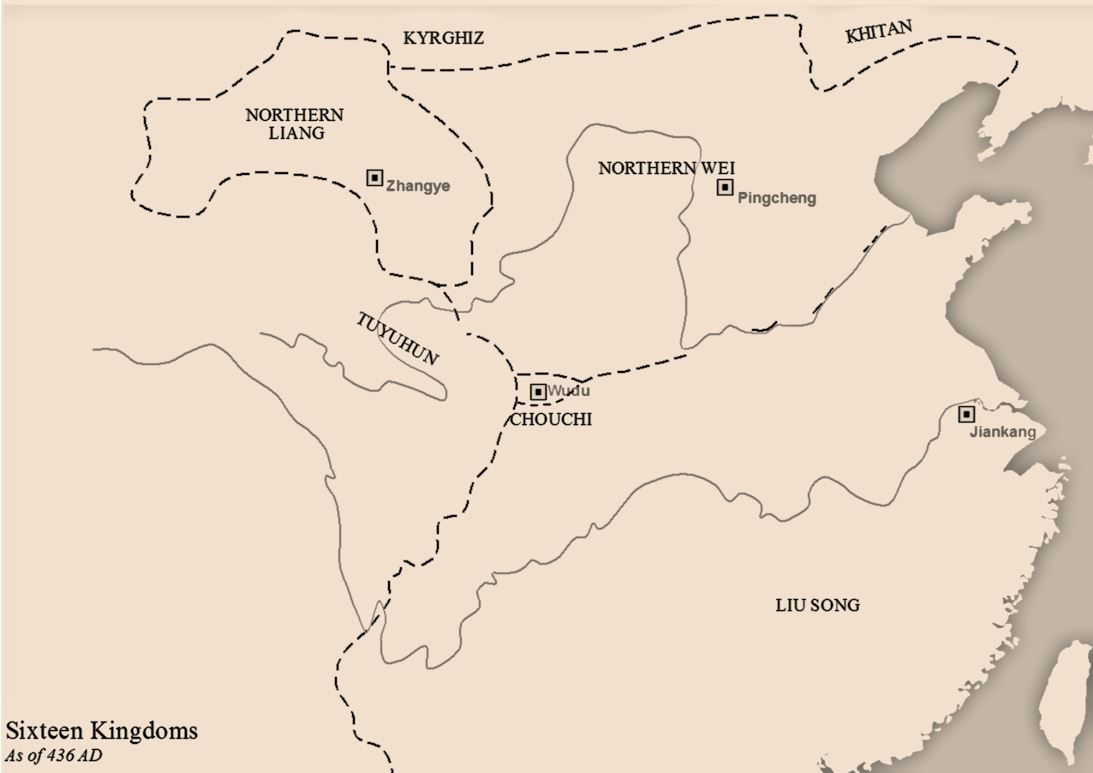
Китайские земли в 436 году

Возродившаяся Западная Цинь в 414 году захватила Южную Лян. В 423 году Северная Лян захватила Западную Лян. В 431 году Западная Цинь была завоёвана государством Ся, но в том же году оно само пало под ударами сяньбийцев, и его земли перешли империи Северная Вэй. В 439 году северовэйские войска захватили Северную Лян; последние северолянские правители укрепились в крепости Гаочан и продержались там до её захвата жужаньскими войсками в 460 году. Объединение северокитайских земель под властью Северной Вэй привело к тому, что с 456 года вновь стал функционировать Великий Шёлковый путь. После случившегося в 534 году раскола империи эти земли оказались в составе государства Западная Вэй. В 557 году в Западной Вэй произошёл военный переворот, и образовалось государство Северная Чжоу, которое и смогло вновь объединить Китай в единое государство.

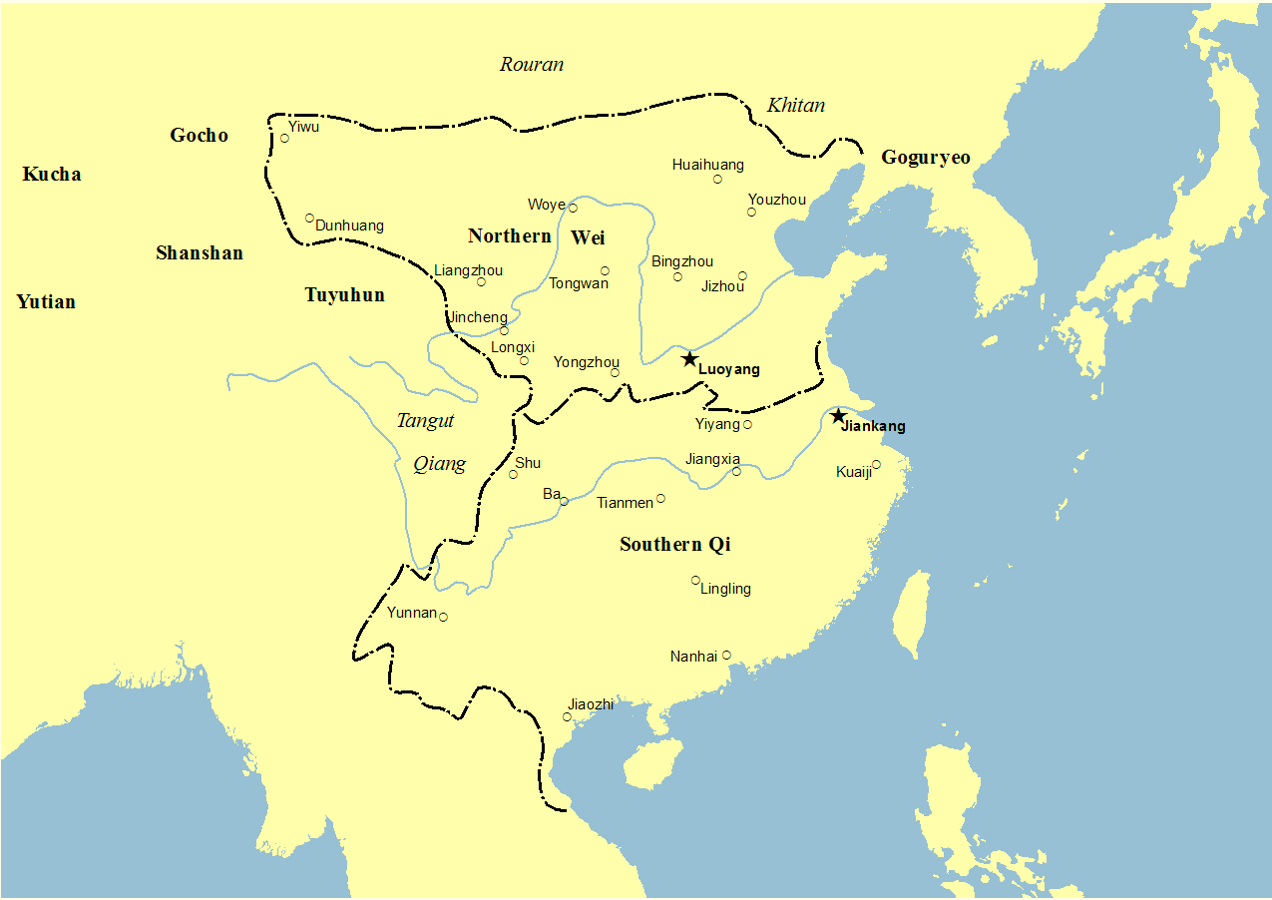
Северный Китай под властью империи Северная Вэй
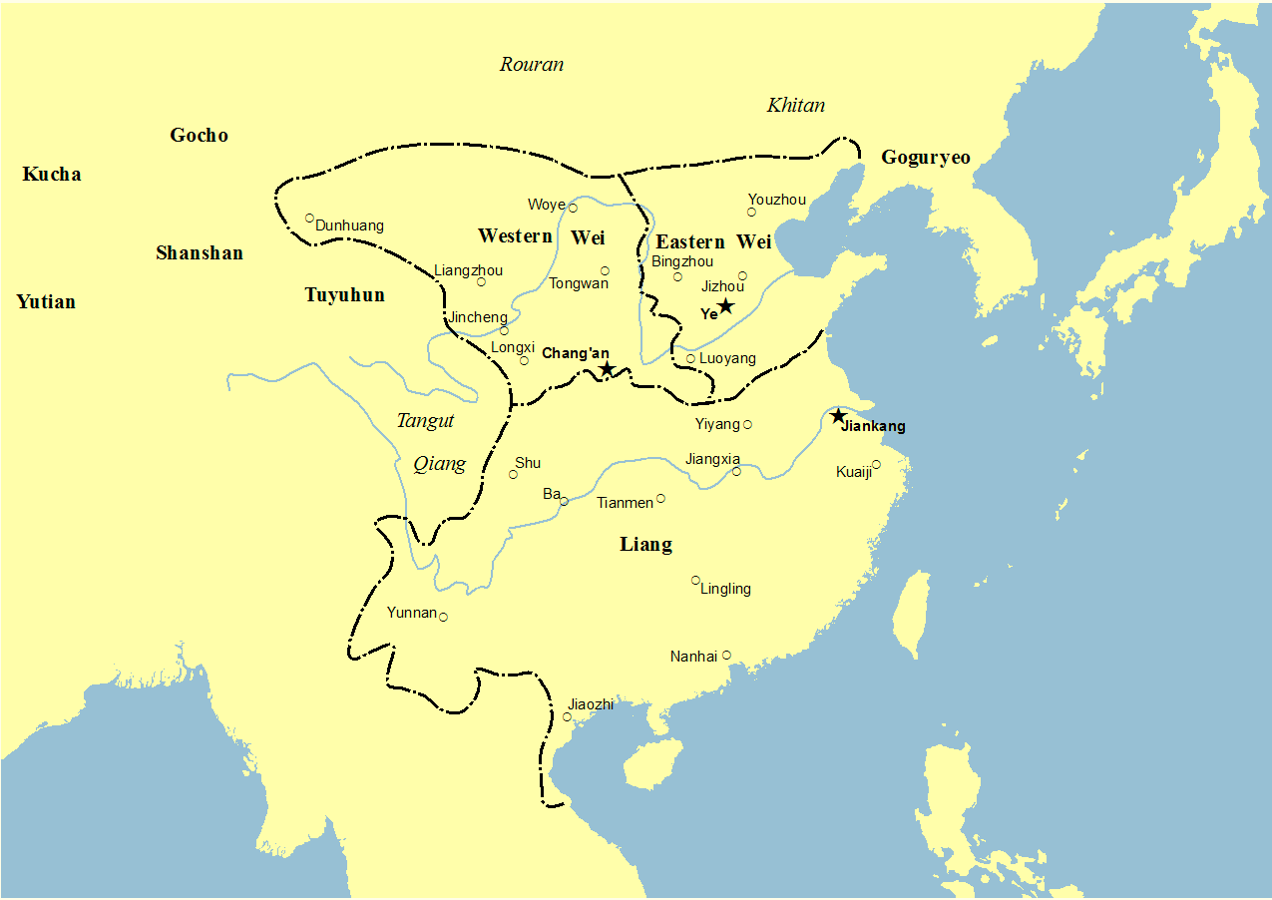
Северная Вэй раскололась на Западную Вэй и Восточную Вэй
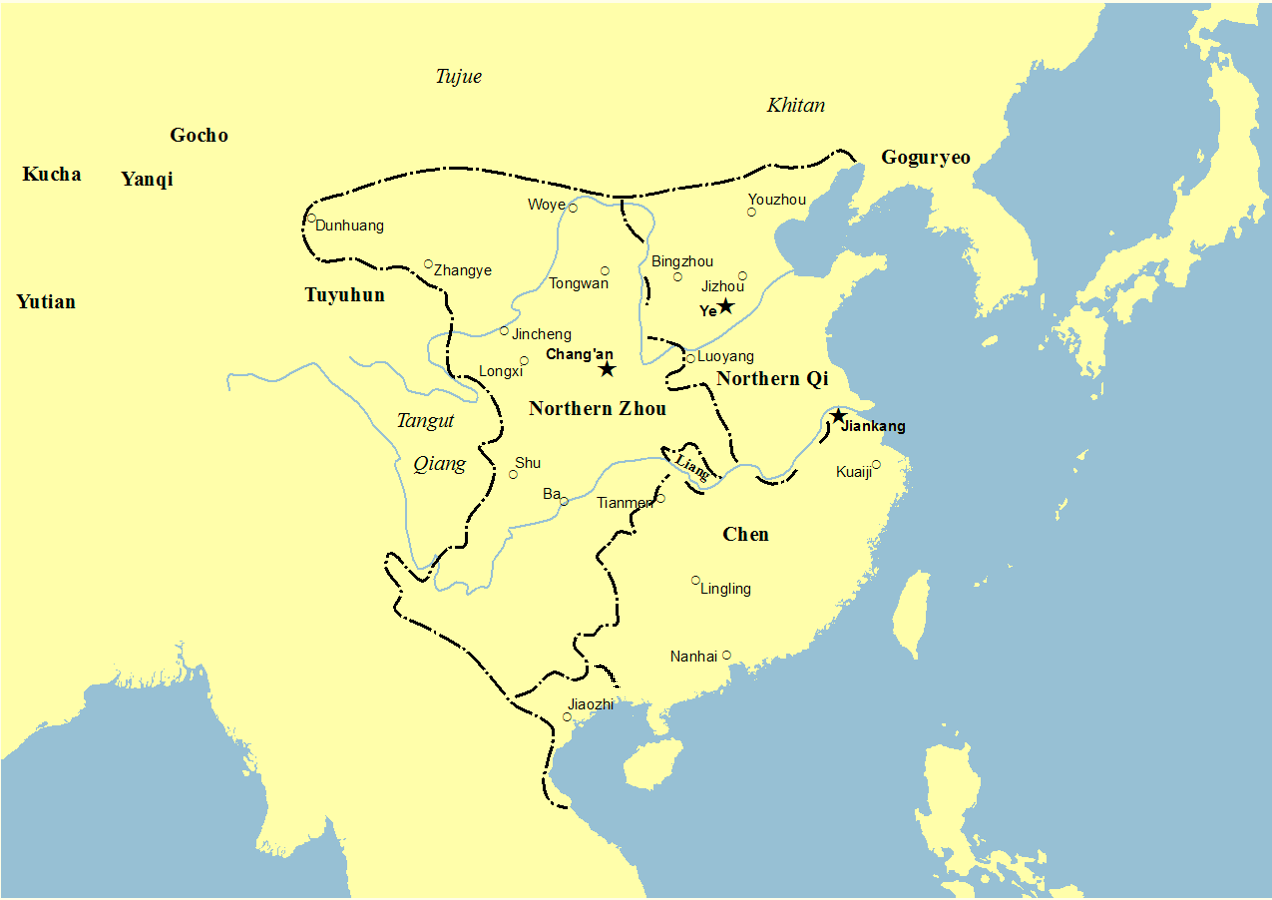
Западная Вэй стала Северной Чжоу, Восточная - Северной Ци

## Империи Суй и Тан, эпоха пяти династий
Объединив Китай, Северная Чжоу сменила название и стала империей Суй. Именно в этот период впервые появился топоним «Ланьчжоу» («область Лань»): в 583 году округ Цзиньчэн (金城郡), существовавший ещё с 81 года до н. э., был преобразован в область, которая получила название в честь горы Гаолань (皋兰山). В 607 году область Ланьчжоу вновь стала округом Цзиньчэн, в который входили уезды Цзиньчэн и Дидао. В 617 году Сюэ Цзюй поднял восстание против империи Суй и провозгласил образование государства Западная Цинь, первоначальной столицей которого был Цзиньчэн. Однако вскоре империю Суй сменила империя Тан, и в 619 году над этими землями был восстановлен контроль центрального правительства. Севший на престол новой империи Ли Юань был дальним потомком того самого Ли Гао который в 400 году провозгласил государство Западная Лян, и поэтому теперь, два века спустя, Ли Гао посмертно тоже был объявлен императором.
В связи с необходимостью прочного контроля над путём в Западный край, ещё в 554 году была образована область Ганьчжоу. В 602 году из неё была выделена область Сучжоу. В конце VII века начались танско-тибетские войны, и эти земли надолго стали зоной боевых действий.
В эпоху пяти династий эти земли стали ареной борьбы недолговечных государственных образований. При империи Поздняя Лян в 911 году Ганьчжоу была завоёвана уйгурами, которые в 928 году покорились государству Поздняя Тан.

## Тангутское государство

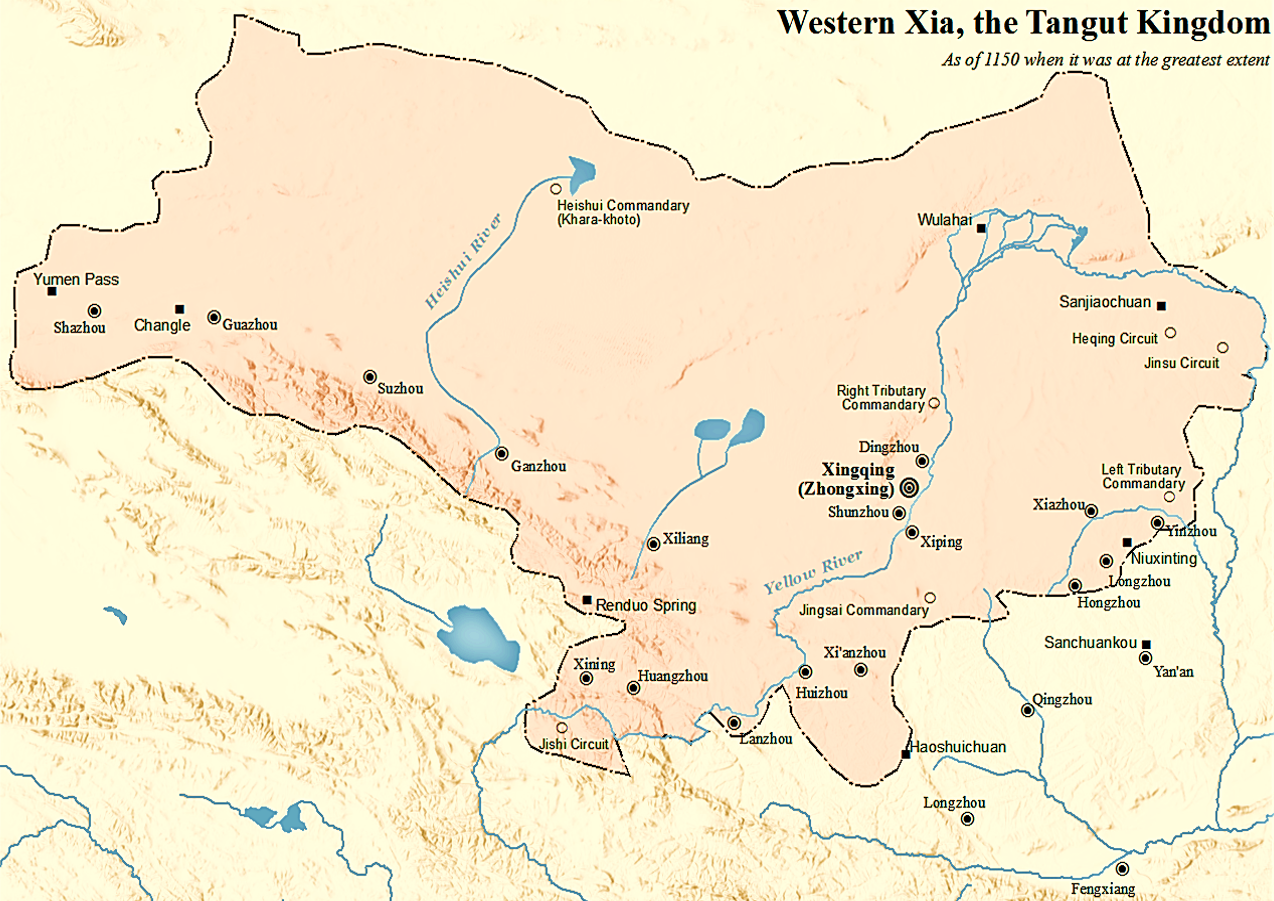
Западное Ся в 1150 году

В конце эпохи Тан тангутский вождь Тоба Сыми за помощь в подавлении восстания Хуан Чао получил в 886 году звание цзедуши Диннаньского военного округа (定难军). Он сумел остаться в стороне от бурных событий эпохи Пяти династий и 10 царств, и после объединения страны империей Сун очередной наследный цзедуши Ли Цзипэн в 982 году признал главенство новой империи, но его младший брат Ли Цзицянь захватил контроль над областью Иньчжоу, и то признавал власть Сун, то восставал против неё. В 1020 году сын Ли Цзицяня Ли Дэмин перенёс свою столицу из Линчжоу в посёлок Хуайюань. В 1038 году внук Ли Цзицяня Ли Юаньхао провозгласил себя императором государства Си Ся.
Правители тангутского государства объединили области Ганьчжоу и Сучжоу в единый военный округ, объединив их названия (甘肃军) — так впервые в истории появился топоним «Ганьсу».

## Империи Юань, Мин и Цин

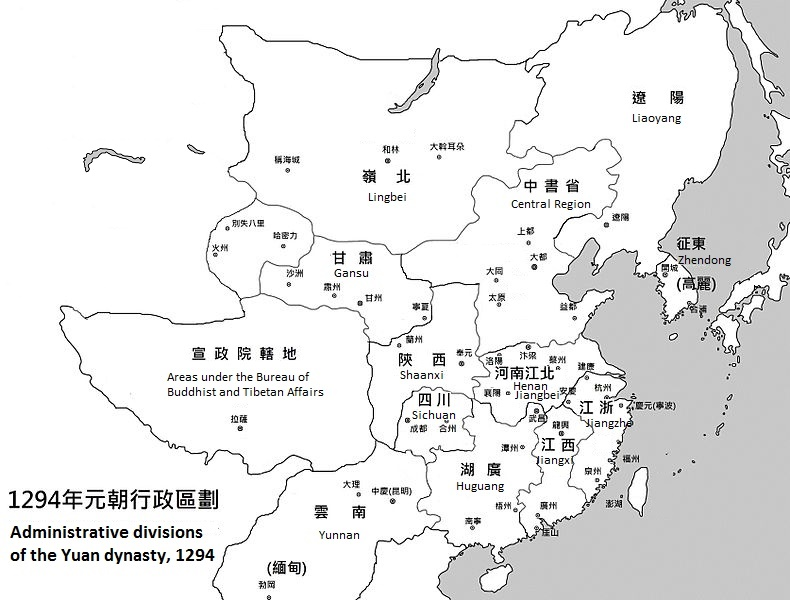
Административное деление империи Юань

В 1205—1227 годах Си Ся было завоёвано монголами. Когда Хубилай основал империю Юань, то в 1260 году территория империи была разделена на 10 зон, каждой из которых управлял свой специальный административный орган, называвшийся син-чжуншушэн (行中書省, или сокращённо 行省).
На территории бывшего Западного Ся был образован Нинсяский син-чжуншушэн (宁夏行省), управлявший землями современного Нинся-Хуэйского автономного района, западной части современной провинции Ганьсу, северо-восточной части современной провинции Цинхай, западной части современного Автономного района Внутренняя Монголия и северной части современной провинции Шэньси. В 1287 году он был переименован в Ганьсуский син-чжуншушэн (甘肃行省).
В 1260 году был образован Циньско-Шуский син-чжуншушэн (秦蜀行省), аппарат которого разместился в Чанъане; он управлял примерно территориями современных Шэньси, Ганьсу, Сычуани и Чунцина. Два года спустя он был переименован в Шэньси-Сычуаньский син-чжуншушэн (陝西四川行中书省). В 1286 году он был разделён на Сычуаньский и Шэньсийский син-чжуншушэны; Шэньсийский син-чжуншушэн управлял территорией, соответствующей территориям современной провинции Шэньси, южной части современной провинции Ганьсу и северной части современной провинции Сычуань; ему подчинялось четыре региона-лу, пять управ-фу, а также особая Столичная область (территория вокруг Чанъаня).
После того, как правление монголов было свергнуто, и образовалась китайская империя Мин, аналогом руководителя син-чжуншушэна стал чиновник в ранге бучжэнши (布政使). Аппарат Шэньсийского бучжэнши империи Мин занимался делами, которыми при монгольской империи Юань занимались Шэньсийский и Ганьсуский син-чжуншушэны, а также Управление по делам буддизма (контролировавшее все военные и административные дела, касающиеся Тибетского нагорья). Зона в районе крайней западной оконечности Великой Стены была выделена в Шачжоуский караул (肃州卫).
После того, как империя Мин была завоёвана маньчжурской империей Цин, началось постепенное перераспределение полномочий между различными должностями. Если во времена империи Мин чиновники в ранге сюньфу (巡撫) были имперскими эмиссарами, посылаемыми в отдельные местности по каким-либо поводам, то при империи Цин были учреждены постоянные должности Ганьсуского сюньфу и Нинсяского сюньфу. В 1663 году аппарат Шэньсийского бучжэнши был разделён на два: Левый Шэньсийский бучжэнши разместился в Сиане, а Правый Шэньсийский бучжэнши — в Лунси. В 1665 году была упразднена должность Нинсяского сюньфу. С 1666 года и Правый Шэньсийский бучжэнши, и Ганьсуский сюньфу разместились в Ланьчжоу. В 1667 году должность Правого Шэньсийского бучжэнши была переименована в Ганьсуского бучжэнши. Бучжэнши стал ниже рангом, чем сюньфу, и поэтому применительно к эпохе Цинской империи именно термин сюньфу принято переводить как «губернатор».

Провинция Ганьсу в завершающий период существования империи Цин

В 1754 году ставка ШэньГаньского наместника (陕甘总督) была переведена из Сианя в Сучжоу. В 1759 году должность ШэньГаньского наместника была переименована в Чуаньсяского наместника (川陕总督), а должность Ганьсуского сюньфу — в Ганьсуского наместника (甘肃总督). В следующем году, однако, должность Чуаньсяского наместника была переименована назад в Шэньганьского наместника, а в 1764 году была упразднена должность Ганьсуского сюньфу; перебравшийся в Ланьчжоу ШэньГаньский наместник стал, помимо военных, заниматься и всеми гражданскими делами.
В 1860-х годах Шэньси и Ганьсу потрясло Дунганское восстание.
В 1884 году была образована провинция Синьцзян, и ШэньГаньский наместник с тех пор ведал делами Шэньси, Ганьсу и Синьцзяна.

## Новейшее время
После Синьхайской революции в Китае была проведена реформа структуры административного деления. С 1913 года были упразднены управы, области и комиссариаты, и остались только провинции, регионы и уезды; провинция Ганьсу была разделена на 7 регионов. 
16 декабря 1920 года произошло страшное землетрясение в Ганьсу.
Во время милитаристских междоусобиц 1920-х годов провинция Ганьсу была в августе 1925 года захвачена войсками генерала Фэн Юйсяна.

Провинция Ганьсу в 1929-1954 годах

После того, как в 1928 году партии Гоминьдан удалось объединить страну в результате Северного похода, новое правительство упразднило регионы, и уезды стали подчиняться напрямую правительствам провинций. При этом из провинции Ганьсу было выделено две новых провинции: 7 уездов, входившие в упразднённый Сининский регион, с 1929 года стали провинцией Цинхай, а из 8 уездов упразднённого Нинсяского региона и двух областей, подчинявшихся военным властям, была создана провинция Нинся. В западной части провинции восстал Ма Чжунъин, провозгласивший себя председателем «провинции Хэси» (河西省), однако после того, как он со своими войсками ушёл в Синьцзян на помощь единоверцам-мусульманам, 11 уездов вернулись под власть гоминьдановского правительства провинции. В конце 1935 года северо-восточную часть провинции Ганьсу взяли под свой контроль китайские коммунисты, образовавшие на стыке трёх провинций Шэньси-Ганьсу-Нинсяский советский район.
На завершающем этапе гражданской войны Ланьчжоу был взят войсками Пэн Дэхуая в августе 1949 года. К концу сентября войска китайских коммунистов заняли всю территорию провинции. В 1950 году было образовано народное правительство провинции Ганьсу.
В августе 1954 года провинция Нинся была присоединена к провинции Ганьсу. В марте 1955 года Монгольский автономный район (蒙古自治区), перешедший в состав провинции Ганьсу после упразднения провинции Нинся, был переименован в Монгольскую автономную область (蒙古自治州), а в ноябре — в Баиньхото-Монгольскую автономную область (巴音浩特蒙族自治州). В феврале 1956 года был образован Аймак Баян-Нур (巴彦淖尔盟), в состав которого вошли хошуны Алашань, Эдзин, уезд Дэнкоу и город Баян-Хото; аймак был передан из состава провинции Ганьсу в состав Автономного района Внутренняя Монголия.
25 октября 1958 года из провинции Ганьсу был выделен в отдельную административную единицу провинциального уровня Нинся-Хуэйский автономный район.
В годы Культурной революции значительная часть земель Автономного района Внутренняя Монголия была отделена от него в пользу соседних провинций; в частности, в 1969 году хошуны Алашань-Юци и Эдзин-Ци были вновь переданы в состав провинции Ганьсу. В 1979 году эти хошуны были возвращены в состав Внутренней Монголии.